# ياسر علي ماهر
ياسر محمد علي ماهر، ابن الأستاذ محمد علي ماهر الكاتب والمفكر، خريج جامعة القاهرة كلية الآداب قسم لغة عربية، فنان بالمسرح القومي، وممثل، لم يكن له حضور ولكن أخيراً لعب الحظ لعبته فوجد من الأدوار ما يتناسب مع ابداعه المدفون ليتجسد على أرض الفن بأدوار من أهم الأدوار في عدد من أروع المسلسلات الرمضانية لعام 2010، مثل دور اللواء والعميد ورجل الأمن وأتقنها أداها بشكل رائع جداً مما لفت الأنظار إليه، وفتح الطريق له لعمل أدوار أكثر، وهو فنان من طراز خاص.

## من أعماله

### أفلام
1. كازانوفا 2019
2. والعكس صحيح 2017
3. عمر الأزرق 2017
4. المصلحة 2012
5. برتيتا 2011
6. إي.يو.سي 2011 القاضي
7. الفاجومي 2011
8. زهايمر (2010) وكيل النيابة
9. ولاد العم (2009) ضابط بالمخابرات المصرية
10. العيال هربت (2006) مدير الأمن
11. عمارة يعقوبيان (2006) الشيخ السمان
12. ناصر 56 (1996) سامي شرف سكرتير عبد الناصر
13. الاراجوز 1989
14. طالع النخل 1988

### مسلسلات
1. الا انا حكاية بنات موسى 2020 المحامي شريف
2. بخط الإيد 2020 المستشار رمزي
3. كارمن 2019 سليمان
4. مملكة الغجر 2019
5. أرض النفاق 2018 ضيف شرف. د. نظمي
6. الشارع اللي ورانا 2018 الحكيم
7. أمر واقع 2018 اللواء إبراهيم
8. كلبش 2 2018 اللواء عمر درويش
9. مليكة 2018 أكرم دويدار
10. 30 يوم 2017
11. طعم الحياة
12. ظرف إسود 2015 الوزير علي
13. أستاذ ورئيس قسم 2015 العميد مختار
14. كيد الحموات 2014 عبد الجبار
15. العراف 2013 خليل
16. كان ياما كان 2013
17. الهروب 2012
18. فرقة ناجي عطا الله 2012 جمال عبد الناصر
19. الإمام الغزالي 2012
20. الزناتى مجاهد 2011 ضيف شرف
21. مسيو رمضان مبروك أبو العلمين 2011 طلبة
22. الشحرورة 2011 يوسف وهبي
23. لحظات حرجة الجزء الثاني 2010
24. الجماعة (2010)
25. امرأة في ورطة (2010) خالد
26. أهل كايرو (2010) اللواء
27. سيرة حب
28. شاهد اثبات 2010
29. بلد البنات (2008) رئيس التحرير
30. رجل الأقدار (2003) خالد بن الوليد
31. خان القناديلي 2003
32. عمر بن عبد العزيز 1995
33. السقوط في بئر سبع 1994
34. عصر الأئمة (1994)
35. أيام المنيرة
36. دنيا عبد الجبار 1992
37. الألبوم سهرة تلفزيونية 1992
38. رأفت الهجان (ج2) 1990
39. الامام الطبري 1977
40. الحفار 1996

## روابط خارجية
- ياسر علي ماهر على موقع IMDb (الإنجليزية)
- ياسر علي ماهر على موقع الدهليز
- ياسر علي ماهر على موقع قاعدة بيانات الأفلام العربية